# 要心無用
要心無用（ようじんむよう、Safety Last!）とは、1923年公開のアメリカ合衆国のロマンティック・コメディである。近年は『ロイドの要心無用』（ロイドのようじんむよう）のタイトルで知られている。1977年に東宝東和の「プレイ・ロイド」シリーズとしてリバイバル上映した時は『ロイドの用心無用』（ロイドのようじんむよう）という邦題もつけられた。主演のハロルド・ロイドが高層ビルの時計の針にぶらさがっているシーンはサイレント映画を代表する名シーンで、後の映画で何度もオマージュされている。興行的にも批評的にも大成功で、ロイドの人気を決定的なものにした。現在でもリバイバル上映され、ロジャー・イーバートなどから映画史に残る傑作コメディ映画の1本と評価されている。
この映画の原題「Safety Last」は工事現場などで使う「安全第一（safety first）」のもじりである。実は4年前、ロイドは撮影中の事故で親指と人差指を失っていた。それにもかかわらずこの映画ではビルの壁をよじ登る危険なスタントをこなした。
この作品は2019年にパブリックドメインになった

## ストーリー
1922年、ハロルド・ロイドは牢獄に囚われていた。母親と恋人のミルドレッド・デイヴィスが彼を慰めていると、陰気な役人と司祭が姿を現す。3人は絞首縄のようなものに向かって歩いていく。すると、そこは駅だったことが明らかになる。「絞首縄」とは、実は列車の乗務員が停車せずに指令を受けるために線路脇に設置された集荷用の縄で、鉄格子は単なる改札口だった。ロイドは、大都会で成功したら恋人を呼んで結婚すると約束し、出発する。
数ヶ月後、ハロルドは建設作業員の友人リンピー・ビルと部屋をシェアしているが、恋人に不相応な宝石を送るために、ビルの蓄音機を質屋に入れたりするが、二人とも家賃は払えない。ハロルドは、デ・ヴォア百貨店の店員として働いているが、そこではうるさくて傲慢で自惚れ屋の店長、ミスター・スタッブスとのトラブルを避けるために、様々な奇策を講じなければならない。彼は今日も手違いで遅刻しそうになり、店に戻ろうと満員の路面電車から落ちたり、救急車に乗ったり、荷物のふりをして、何とか無事に受付に立つ。
ハロルドは勤務を終えると、故郷の旧友が巡回警官になっているのを見かける。警官が帰った後、ビルが現れるので、ハロルドは旧友の警察を揶揄おうとして、電話ボックスを使っている警官を後ろ向きに押し倒すようビルを説得する。ハロルドは、警官がいつもの仲間だから機嫌よく受け止めてくれるだろうと考えたのだ。ところが、ビルは間違った警官を押し倒してしまう。逃げるため、ビルは建物の外壁を登り始める。警官は後を追おうとするが、追いかけることができず、苛立ちを募らせビルに向かって叫ぶ。「次にお前を見かけたら、逮捕してやる！」
一方、ハロルドは金持ちになってないことを隠そうと、恋人に高価なプレゼントを送る。彼女は彼が家族を養えるほど成功していると勘違いし、母親の励ましで電車に乗って彼のもとへ向かう。実は出世してないことを隠そうと、ハロルドは店長のふりをして、しかもスタッブスへの仕返しにまで成功する。ミルドレッドが店長のオフィスに置き忘れた彼女のハンドバッグを取りに行く途中、本物の店長が「店に人を呼び込めたら1000ドルあげる」と言っているのを耳にする。ハロルドはビルの才能を思い出し、デ・ヴォア百貨店が入っている「12階建てのボルトンビル」に男を登らせるというアイデアを提案する。500ドルを提示してビルを納得させる。このスタントは大々的に宣伝され、翌日には大勢の人が集まった。
酔っ払いが例の警官に事件に関する新聞記事を見せると、警官はビルが登るのではないかと疑う。ハロルドが必死に追い払おうとするも、警官はスタート地点で待ち続ける。ついに待ちきれなくなったビルは、ハロルドにまず自分で1階を登り、そこからビルと帽子とコートを交換して登るように提案する。ハロルドが登り始めると、警官はビルを見つけ、建物の中へと追いかける。ハロルドがビルと場所を交換しようとするたびに、警官が現れてビルを追い払う。そのたびに、ビルは友人に次の階で会おうと告げる。
ついにハロルドは頂上に到達。空腹の鳩、網、応援する少女たち、老婦人、建設作業員二人組、時計、ロープ、犬、ネズミ、写真撮影のために銃を持った男、風速計といった困難を乗り越え、ついに愛するミルドレッドにキスをする。二人が歩いている途中、ハロルドは誤ってタールの穴に足を踏み入れ、ブーツと靴下を失ってしまう。

## キャスト
- ハロルド・ロイド：ハロルド・ロイド
- ミルドレッド・デイヴィス - 婚約者：ミルドレッド・デイヴィス
- リンピー・ビル - 友人：ビル・ストロザー
- ジム・テイラー - 旧友の警官：ノア・ヤング（英語版）
- ミスター・スタッブス - 売り場の上司：ウェストコット・クラーク（英語版）
- 酔っぱらい：アール・モーハン（英語版）（クレジットはなし）
- 新聞配達の少年：ミッキー・ダニエルズ（英語版）（クレジットはなし）
- 売り場でハロルドに助けられる年配の女性：アン・タウンゼンド（英語版）（クレジットはなし）

## 制作

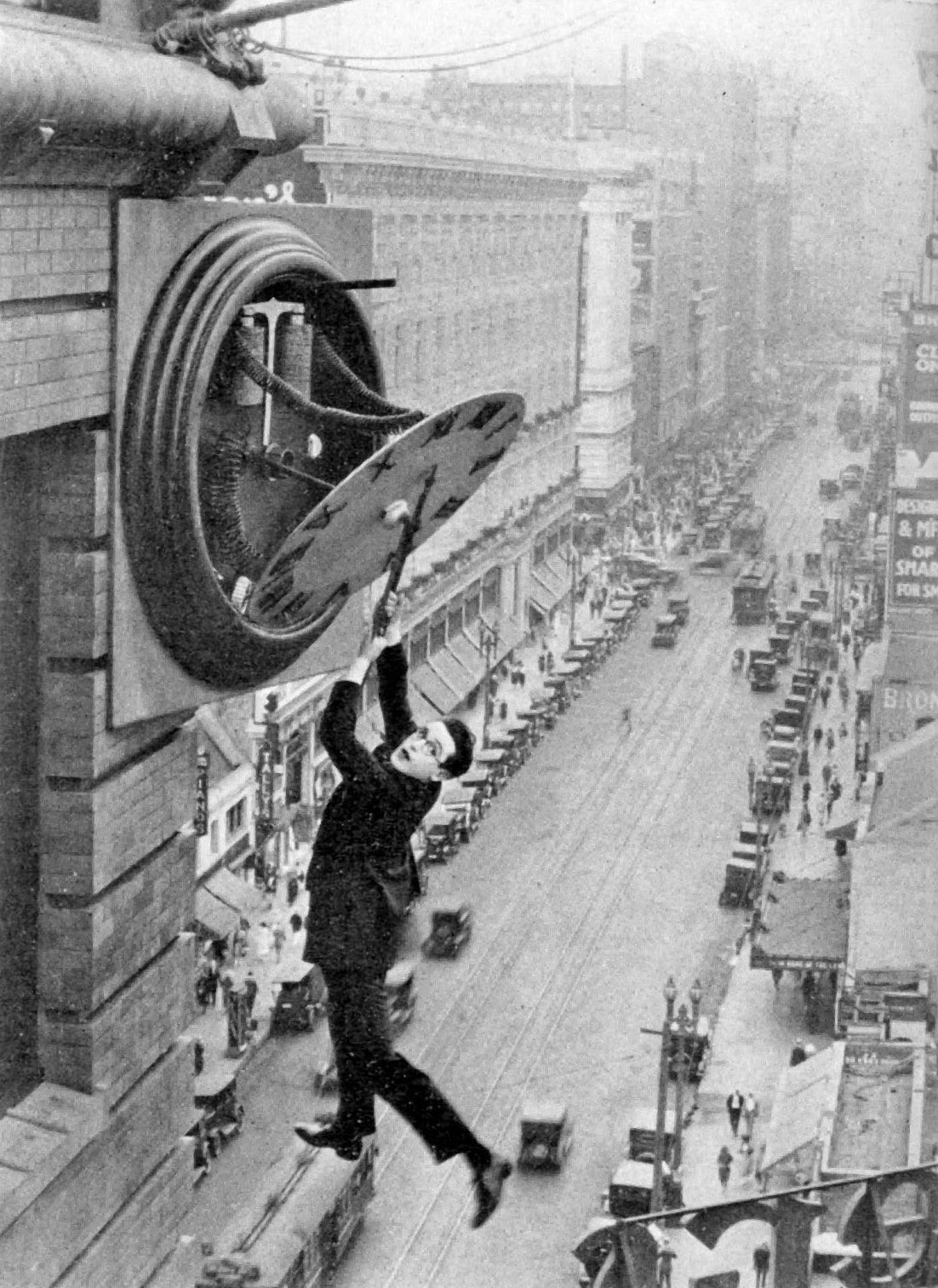
時計の針につかまるロイドの図はロイドのアイコンとなっている

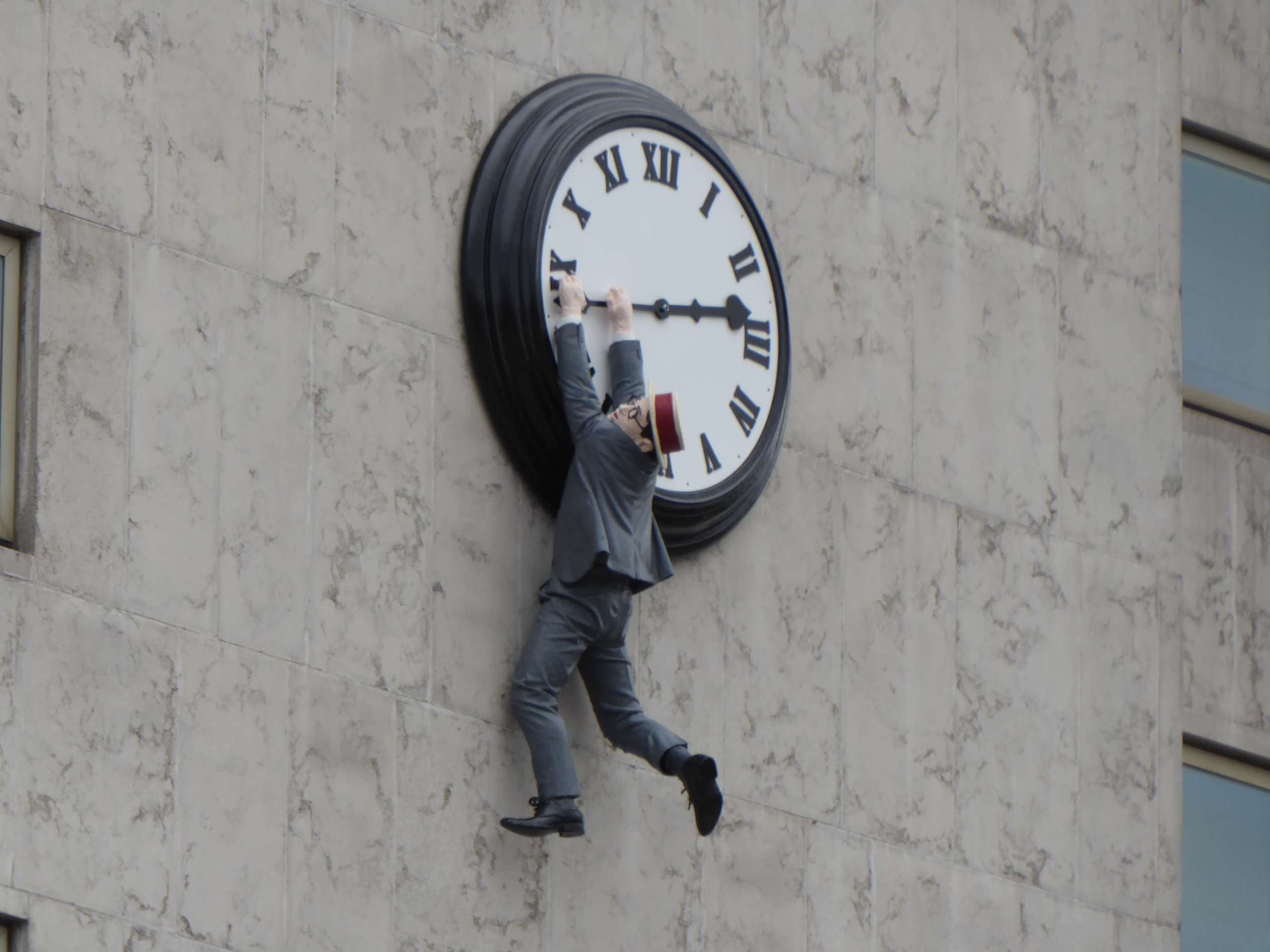
ウィーンのInterContinental Hotel Viennaにあるロイドのオブジェ(2016年11月)

ロイドがビルを登るロングショットはロイドではなく、友人ビル役で出演しているビル・ストロザー（Bill Strother）が行った（劇中、彼が壁を登るシーンを主人公が見たことがクライマックスのビル登りのきっかけとなっている）。ロイドがズボンの裾を這い上がったネズミに悩まされ建物の端からぶら下がるショットでは、助監督のロバート・A・ゴールデン(Robert A. Golden。1921年から1927年までロイドの役を演じた)が代役を務めた。ロープで吊るされるロングショットではサーカスのパフォーマーが代役を務めた。また、ロイドの死後、スタントマンのハーヴェイ・ケリーが自分もビル登攀シーンでスタントをしたと公表し、どうやって成功したかをテムズ・テレビジョンの『Hollywood』（1980年）で詳細に語っている。ロイドの保険会社は、彼がすべてのシーンを演じることを許可しなかった。
また、ビルに関しても、ロサンゼルスの1stストリートから9thストリートにある高さの違うビルを使ったり、メインのビル（International Savings & Exchange Bank Building）のファサードにマッチする屋根のセットを作ったり、建物がより高く見えるような映画のトリックが用いられている（外部リンク"How Harold Lloyd Filmed Safety Last!"も参照）。

## 評価とレガシー
この映画は1994年にアメリカ議会図書館によりアメリカ国立フィルム登録簿に加えられた。

### ランキング
- 第1回キネマ旬報ベスト・テン（1924年）では「娯楽的に最も優れた映画」の第3位に選出されている[17]。
- 1967年、カナダ、オッタワの映画保存協会が世界40か国の批評家のアンケートにより選出した「映画史上のコメディ・ベスト10」では第10位に選ばれた[18]。
- 「AFIアメリカ映画100年シリーズ」
  - 2001年 「スリルを感じる映画ベスト100」第97位
- 2017年 「史上最高のコメディ映画トップ100」（英BBC発表）第83位[19]
- 2018年 「史上最高のコメディー映画ベスト100」（米『ペースト』発表）40位[20]
- 2022年 「史上最高のコメディー映画ベスト100」（英『タイムアウト』誌発表）第96位[21]

## 影響
- 1962年、ハロルド・ロイドが監督したドキュメンタリー映画『ロイドの喜劇の世界（英語版）』のポスターには『要心無用』の時計のシーンが使われた。
- 『プロジェクトA』（1983年）でジャッキー・チェンは『要心無用』へのオマージュとして、時計台から落下する[22]。
- 『バック・トゥ・ザ・フューチャー』（1985年）でドク（クリストファー・ロイド）（ハロルド・ロイドとは親戚ではない）が時計台の針につかまる[23]。
- 『オスカー』のポスターで主演のシルヴェスター・スタローンは時計の針につかまっている[24]。
- マーティン・スコセッシ監督の『ヒューゴの不思議な発明』（2011年）で主人公ヒューゴは時計の針にぶら下がる[25]。また、ロイドも画面に登場する[26]。